# NGC 3313
NGC 3313 és una galàxia espiral barrada de grans dimensions situada a uns 55 megapàrsecs (180 milions d'anys llum) de distància a la constel·lació de l'Hidra Femella. Va ser descobert per astrònom Ormond Stone dins 1886 i és un membre perifèric del cúmul d'Hidra.

## Característiques físiques
NGC 3313 té un característic anell interior complet que s'allarga al llarg de l'eix de la barra de la galàxia. Dins l'anell interior, hi ha dos carrils de pols febles a la barra, i al voltant del nucli hi ha un anell nuclear molt circular. L'estructura en espiral que es desprèn de la regió de l'anell té una estructura complexa i està ben embolicada al voltant de l'anell. Els braços que surten al disc exterior provenen d'un patró de dos braços ben definit. El patró de dos braços també sembla que pren la forma d'una pseudoanell exterior R1. Més enllà d'aquest patró de dos braços, hi ha nombrosos segments en espiral que s'estenen a distàncies molt més grans